# Orangerie (Karlsruhe)

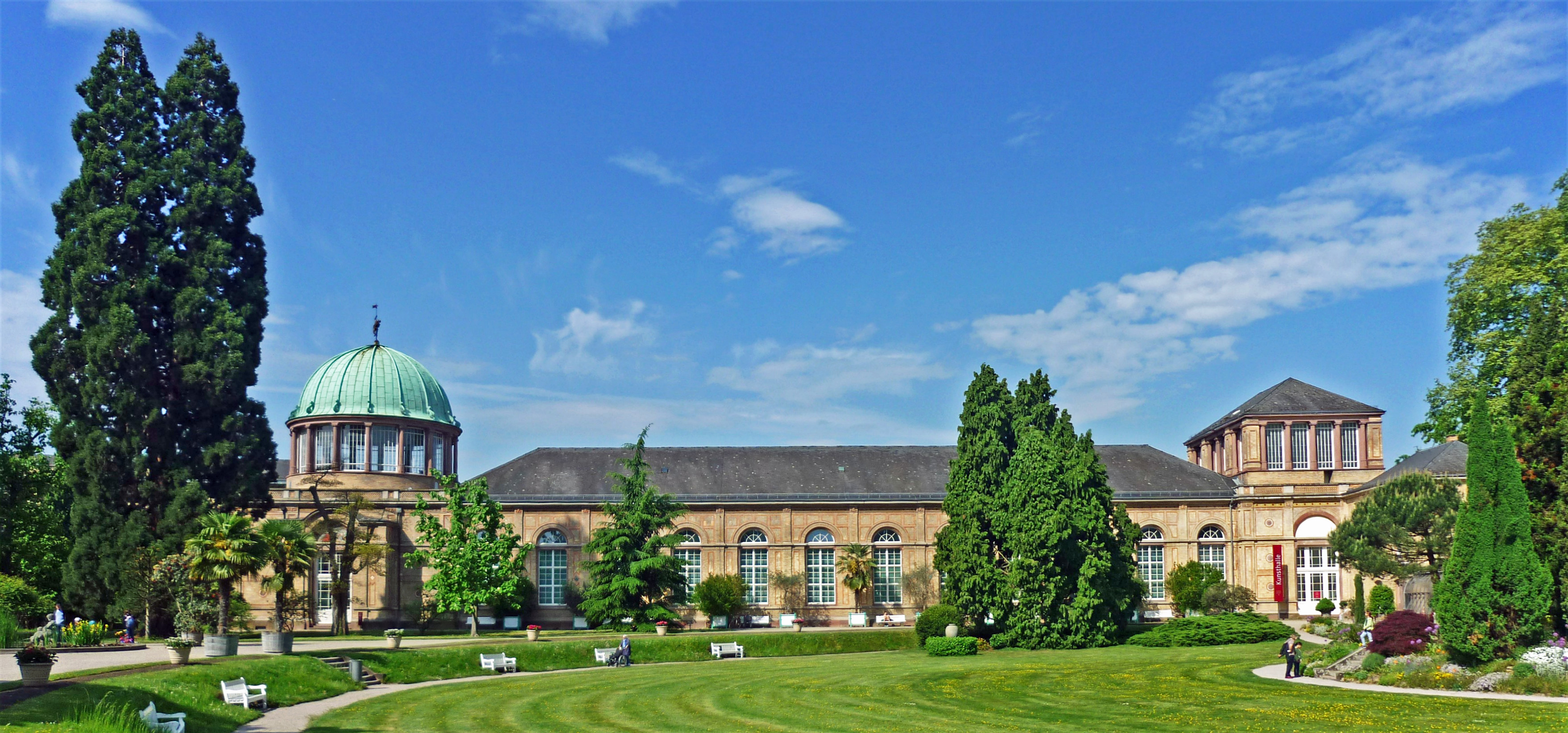
Orangerie Karlsruhe, Ansicht aus dem Botanischen Garten

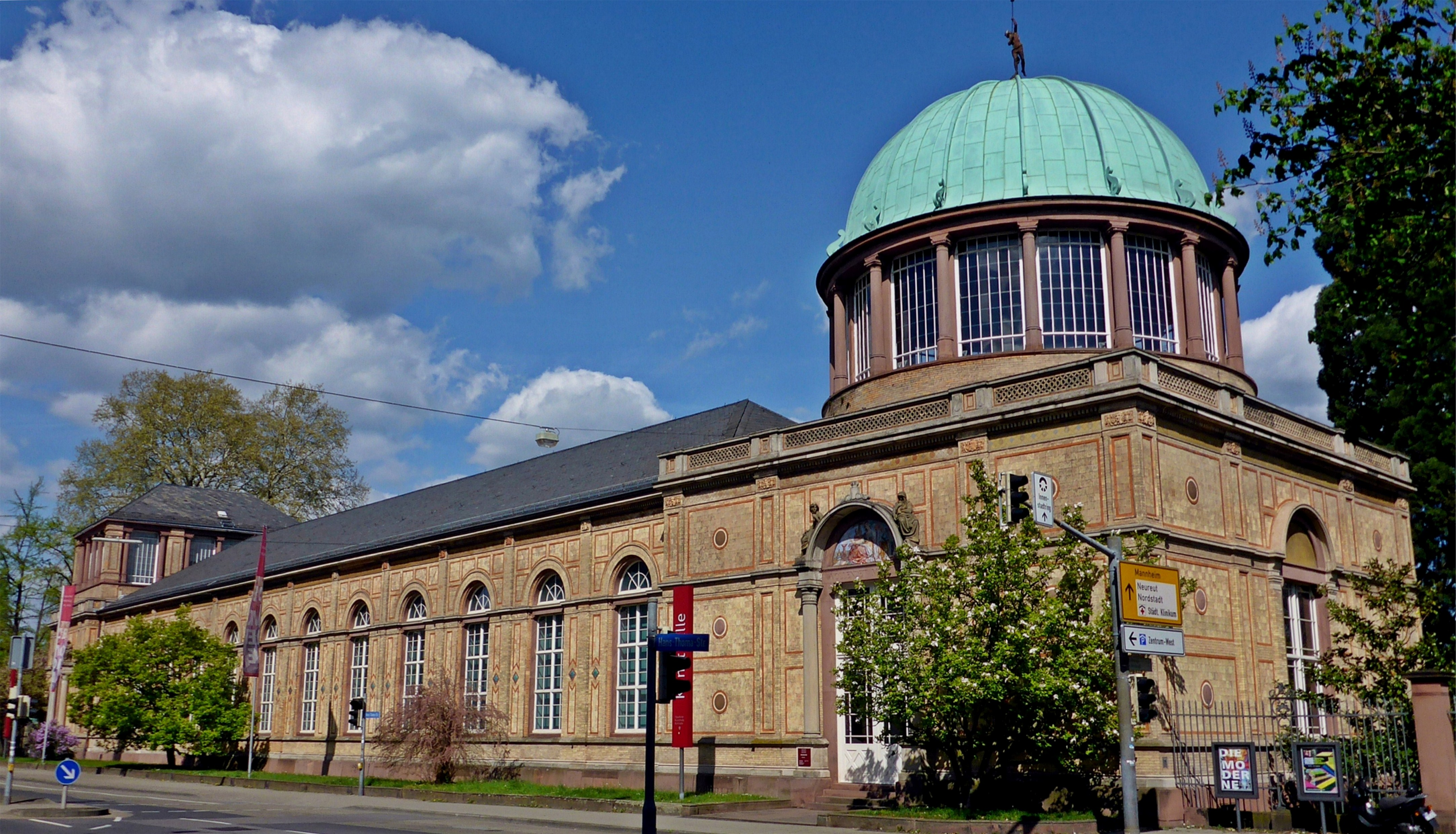
Ansicht von der Hans-Thoma-Straße

Die Orangerie in Karlsruhe ist ein historisches Gebäude am Botanischen Garten. Es dient der Staatlichen Kunsthalle Karlsruhe als Ausstellungsort.

## Lokation
Die Orangerie liegt an der heutigen Hans-Thoma-Straße und bildet einen Teil der Umrandung des Botanischen Gartens. Mit ihrer nördlichen Carrera grenzt sie an das sogenannte Hofgärtnerhaus. Mit der südlichen Rotunde steht sie in direkter Nachbarschaft zu dem ehemaligen Wohnhaus des Gartendirektors (heute genutzt für die Junge Kunsthalle der Staatlichen Kunsthalle Karlsruhe).

## Architektur

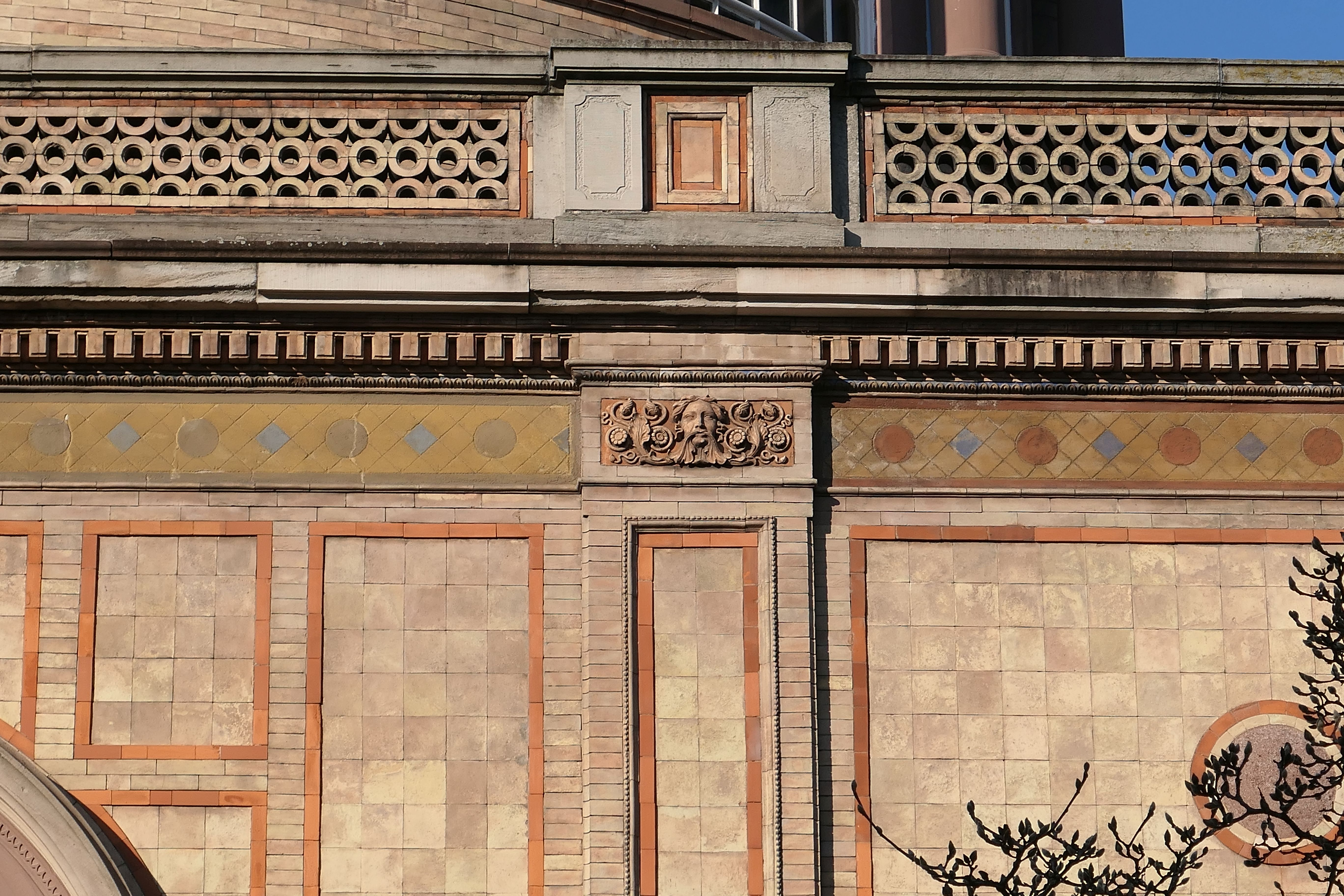
Orangerie, Blattmaske

Die Orangerie wurde zwischen 1853 und 1857 zusammen mit weiteren Teilen des Botanischen Gartens von Heinrich Hübsch geplant und gebaut. Die ursprüngliche Bauaufgabe galt, wie Hübsch 1855 wiedergab, einem „großen Orangeriegebäude, worin die Orangeriebäume während des Winters in solcher Weise aufgestellt werden konnten, daß in der Mitte Platz bliebe, um hier Gesellschaften zu geben“. Während der Planungs- und auch Bauphase haben sich die Pläne mehrfach verändert. Obwohl viele Entwurfsunterlagen erhalten sind, ist nicht jede Veränderung dokumentiert. Hübsch baute letztlich nicht – wie urpünglich vorgesehen – eine spiegelsymmetrisches Gebäude mit überkuppelter Mitte und seitlichen Flügeln, sondern ein Langhaus mit Eckpavillons: Als Fluchtpunkt der heutigen Bismackstraße baute er eine Carrera, als Fluchtpunkt der Stephanienstraße die überkuppelte Rotunde. Diese beiden Eckpavillons verbindet das 60 Meter lange Langhaus.

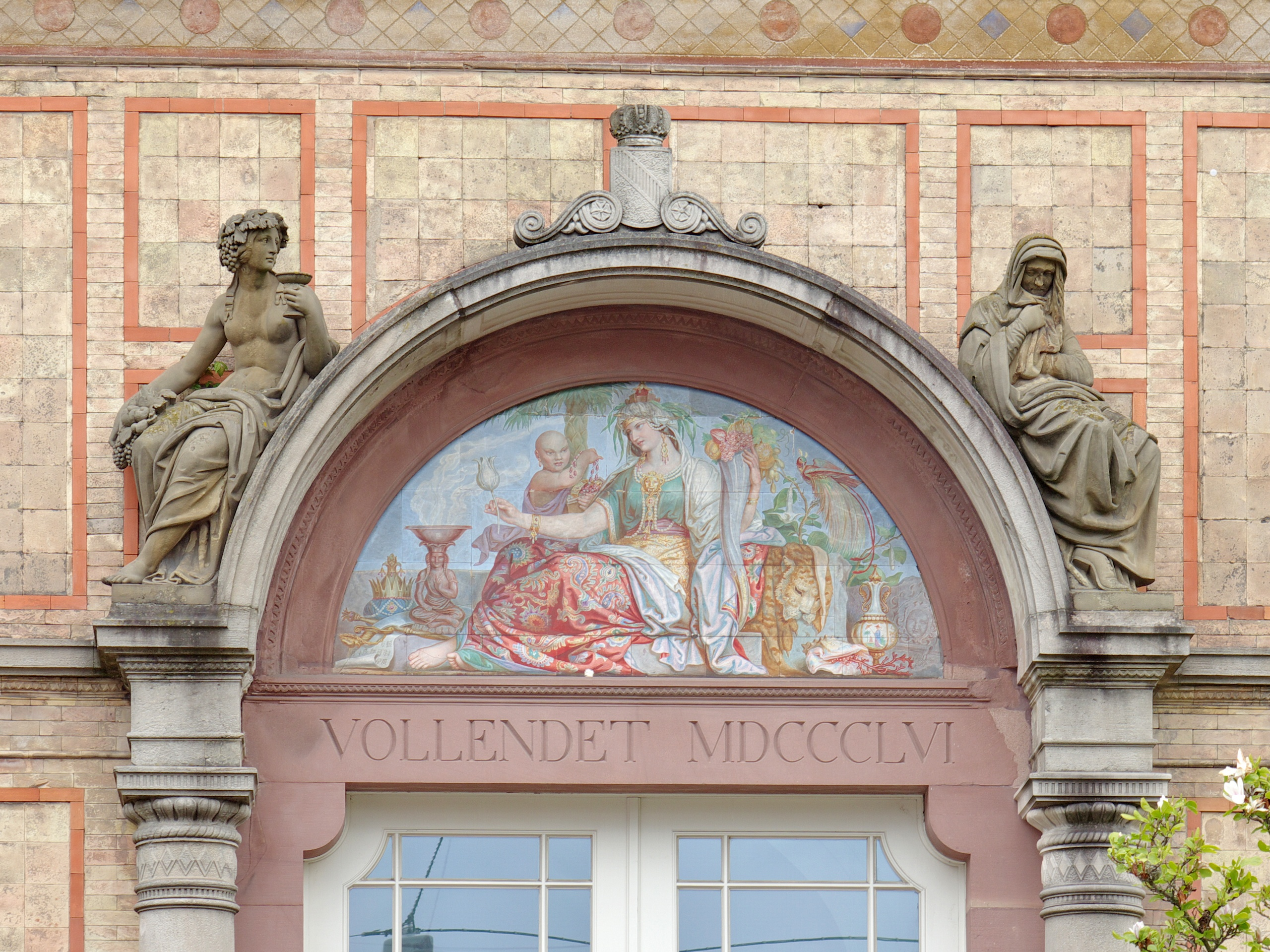
Lünettenbereich am straßenseitigen Portal der Rotunde

Große Rundbogenfenster mit flankierenden Pilastern prägen die Außenansicht des Langhauses. Ein Flächenornament aus hellgelben Klinkern und rahmenden roten Ziegelbänden strukturiert die Fassaden. Die zur Stadt gerichteten Portale der beiden Kopfbauten sind geschmückt mit vier Statuen von Franz Xaver Reich, die die vier Jahreszeiten darstellen. In den Lünetten sind allegorische Figuren, die vier Weltteile darstellend, gemalt nach Kompositionen der badischen Künstler Joseph Heinemann und Rudolf Gleichauf. Die Malerei wurden vom Porzellanmaler Spelter in einer Art Fayencenmalerei ausgeführt, die für die damalige Zeit ein Novum war. (Die Restaurierungsmaßnahmen nach dem Zweiten Weltkrieg haben nur drei dieser Lünettenbildler wiederhergestellt.) Auf dem höchsten Punkt der Kuppel über der Rotunde ist ein Aeolus zu sehen.
Wenige Jahre nach Eröffnung folgten bis 1875 siebenjährige Umbauarbeiten an der Orangerie, weil die ursprüngliche Holzkonstruktion von Karl Dyckerhoff durch eine modernere und sichere Stahlkonstruktion ersetzt werden musste. Während des Zweiten Weltkrieges beschädigte der Luftangriff auf Karlsruhe am 27. September 1944 die Orangerie schwer, wobei unter anderem alle Bedachungen zerstört wurden. Während der Aufräumarbeiten nach Kriegsende führte der sogenannte „Schuttexpreß“ durch die Carrera der Orangerie, um die am Schlossplatz gesammelten Schuttmassen mittels einer Lorenbahn in das Auffüllgebiet des Rheinhafens abzutransportieren. Um 1950 wurde das Gebäude aufwendig renoviert, wovon heute noch die Inschrift „ERNEUERT MCMLII“ am gartenseitigen Eingang zur Rotunde zeugt. Im April 2005 wurde eine weitere Sanierung notwendig, da die ursprüngliche Bausubstanz marode war. Im Jahre 2006 konnte die Karlsruher Orangerie durch den damaligen baden-württembergischen Ministerpräsidenten Günther Oettinger in einem Festakt wieder eröffnet werden. Sie wird aktuell saniert.

## Nutzung

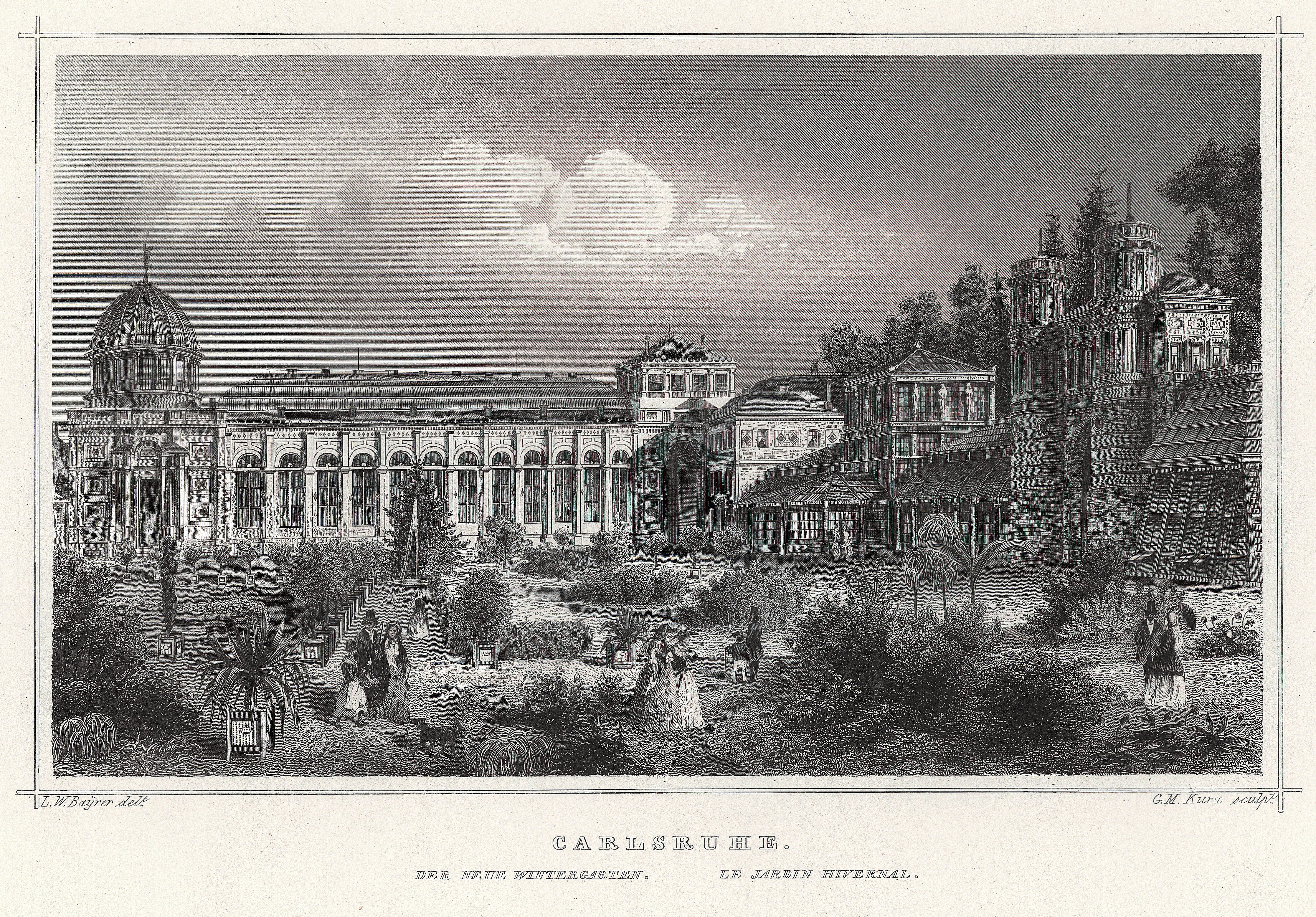
Ansicht der Orangerie im Botanischen Garten von ca. 1880. Die Bedachung über allen Gebäudeteilen wurde um 1950 in anderer Form rekonstruiert.

Das Gebäude sollte ursprünglich als Gewächshaus für Zitrusbäume und andere nicht winterharte Pflanzen dienen, aber auch Raum für Veranstaltungen bieten. Durch die Kette der Gebäude des Botanischen Gartens konnten die Bewohner des Schlosses trockenen Fußes bis in die Rotunde gelangen. In der Orangerie fanden u. a. 1858 eine „Tagung der Naturforscher“, 1863 wohl eine „Ausstellung von Bienenwohnungen, Bienengeräthen u. dergl.“ sowie mindestens in den 1880er und 1890er Jahren mehrere Kunstgewerbeausstellungen statt, wie z. B. die „Badische Landes-Gewerbe-Ausstellung“ 1882, die „Ausstellung Deutscher Kunst-Schmiedearbeiten in der Großh. Orangerie Karlsruhe“ 1887 und die „Fächerausstellung“ 1891 mit 3.000 Fächern. 1910 war hier die Architekturausstellung der „Vereinigung Karlsruher Architekten“ zu sehen.
Ab 1930 zeigte die Kunsthalle für mehrere Jahre eine Ausstellung ihrer Gipsabgusssammlung in der Orangerie, danach verschiedene Wechselausstellungen. Nach dem Zweiten Weltkrieg weihte sie die Orangerie mit der Schau „Wilhelm Trübner und sein Kreis: Gedächtnisausstellung zum 100. Geburtstag“ wieder ein.
1973 begann in der Orangerie mit der Ausstellung „Museum macht Spaß - Junge Leute bei Alten Meistern“ die Geschichte des „Kindermuseums“ der Kunsthalle. Es ist eine der ältesten Institutionen ihrer Art in Deutschland. Nach längerer Renovierung der Orangerie eröffnete das Kindermuseum am 30. Mai 1975 mit der Ausstellung „Als Großmama ein Backfisch war“. Das Kindermuseum war bis 2005 in der Carrera untergebracht, während es seit 2009 als „Junge Kunsthalle“ nebenan im ehemaligen Wohnhaus des Gartendirektors zu finden ist.
In den 2010er Jahren zeigte die Kunsthalle in der Orangerie die Werke des 20. und 21. Jahrhunderts und der Klassischen Moderne. Das Hauptaugenmerk konzentrierte sich dabei auf Werke der französischen und deutschen Strömung. Die Orangerie zeigte u. a. Gemälde von Paul Cézanne, Robert Delaunay, Ernst Ludwig Kirchner, Max Beckmann, Sigmar Polke und Gerhard Richter. Im Zuge der Coronapandemie musste die Orangerie schließen und wird aktuell saniert.